# 竹俣昌綱
竹俣 昌綱（たけのまた まさつな、（？ - ？））は戦国時代の越後国の武将。竹俣清綱の子。竹俣為綱の弟。竹俣清秀・竹俣重綱の父。

## 略歴
竹俣氏は揚北衆佐々木党のひとつ、加地氏の庶流。
享禄3年（1530年）10月、上条の乱が勃発するとこれに呼応し本庄房長・鮎川清長・水原政家・黒川清実・中条藤資・五十公野景家・加地春綱・新発田綱貞らと共に上条定憲に従い守護代長尾為景と戦った。